# Ctenoplusia etiennei
Ctenoplusia etiennei är en fjärilsart som beskrevs av Claude Dufay 1975. Ctenoplusia etiennei ingår i släktet Ctenoplusia och familjen nattflyn. Inga underarter finns listade i Catalogue of Life.